# Fiat 621
Polski Fiat 621 L i R – samochód ciężarowy produkowany w Polsce w latach 1935–1939 na licencji FIATa.

## Historia
W wyniku zawartej 21 września 1931 roku umowy licencyjnej pomiędzy Fiat-em a PZInż., w Polsce miała ruszyć produkcja ciężarówki o ładowności 2,5 tony. Model – Fiat 621 L i R (odmiana autobusowa) wybrany do produkcji budowany był w macierzystej wytwórni i od kilku lat i ze względu na prostą konstrukcję i dużą trwałość cieszył się dobrą opinią użytkowników. Niestety w krajowych warunkach jego wytrzymałość okazała się niewystarczająca i w Biurze Studiów PZInż. opracowano zmiany:
- wzmocnienie podwozia (ramy, osi przedniej, tylnego mostu, zawieszenia: resorów i amortyzatorów oraz półosi napędowych),
- zwiększenie rozstawu osi,
- wzmocnienie osadzenia drzwi w kabinie kierowcy,
- zastosowanie zbiornika paliwa o większej pojemności,
- wykonanie bloku silnika z materiałów o wyższej jakości,
- użyto w miejsce oryginalnego gaźnika Weber uproszczony i oszczędny gaźnik francuski typu Solex.

Produkcja tego samochodu rozpoczęła się w 1935 roku i początkowo montowane były z części włoskich, które w 1939 stanowiły już tylko 10% pojazdu. W chwili wejścia do produkcji był to samochód już lekko przestrzały i planowano zastąpić go własnym konstrukcjami z PZInż. jak choćby PZInż 703.

## Odmiany

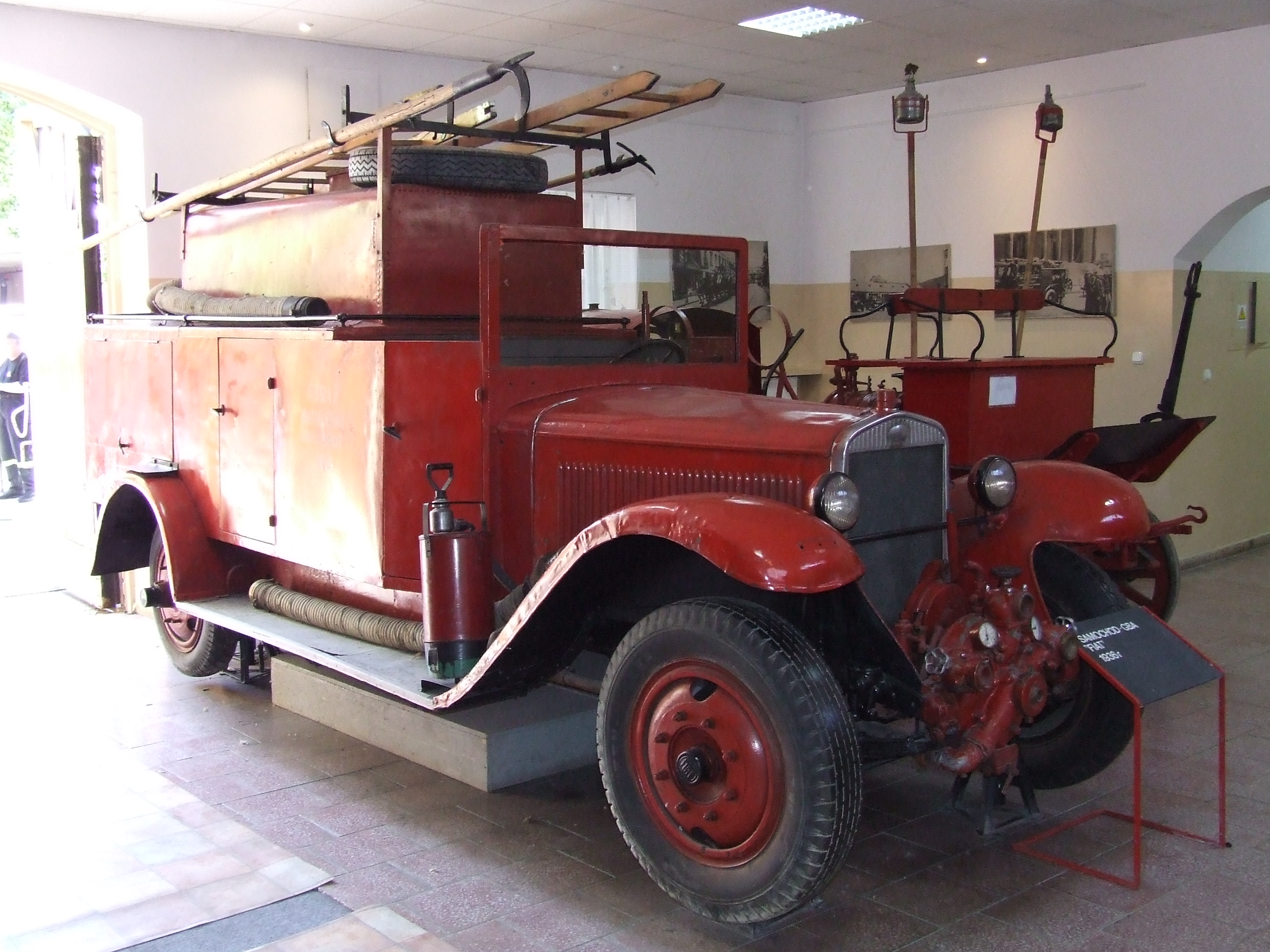
Polski Fiat 621 L z 1936 r. w Muzeum Pożarnictwa w Warszawie

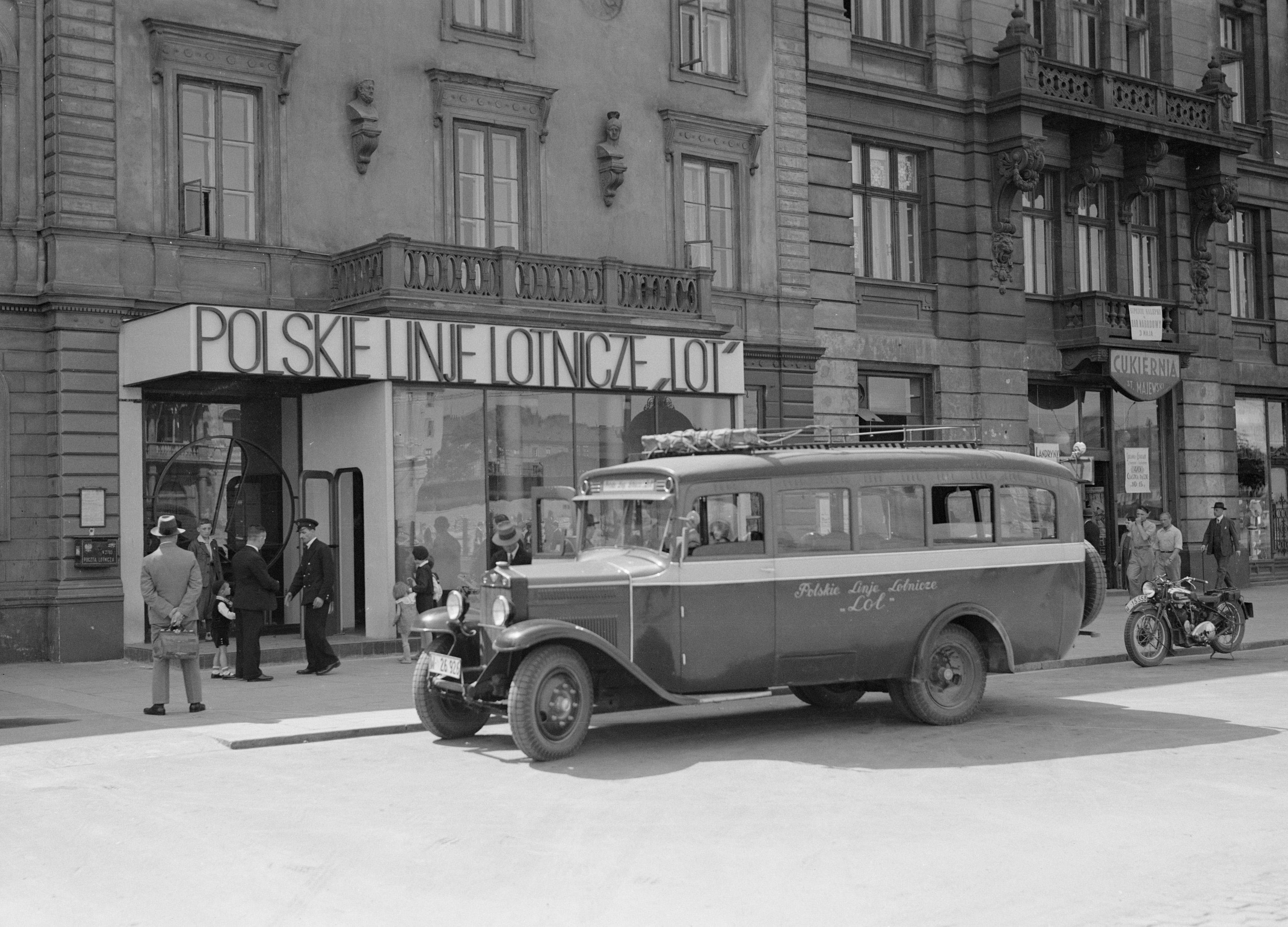
Polski Fiat 621 autobus Polskich Linji Lotniczych „Lot”

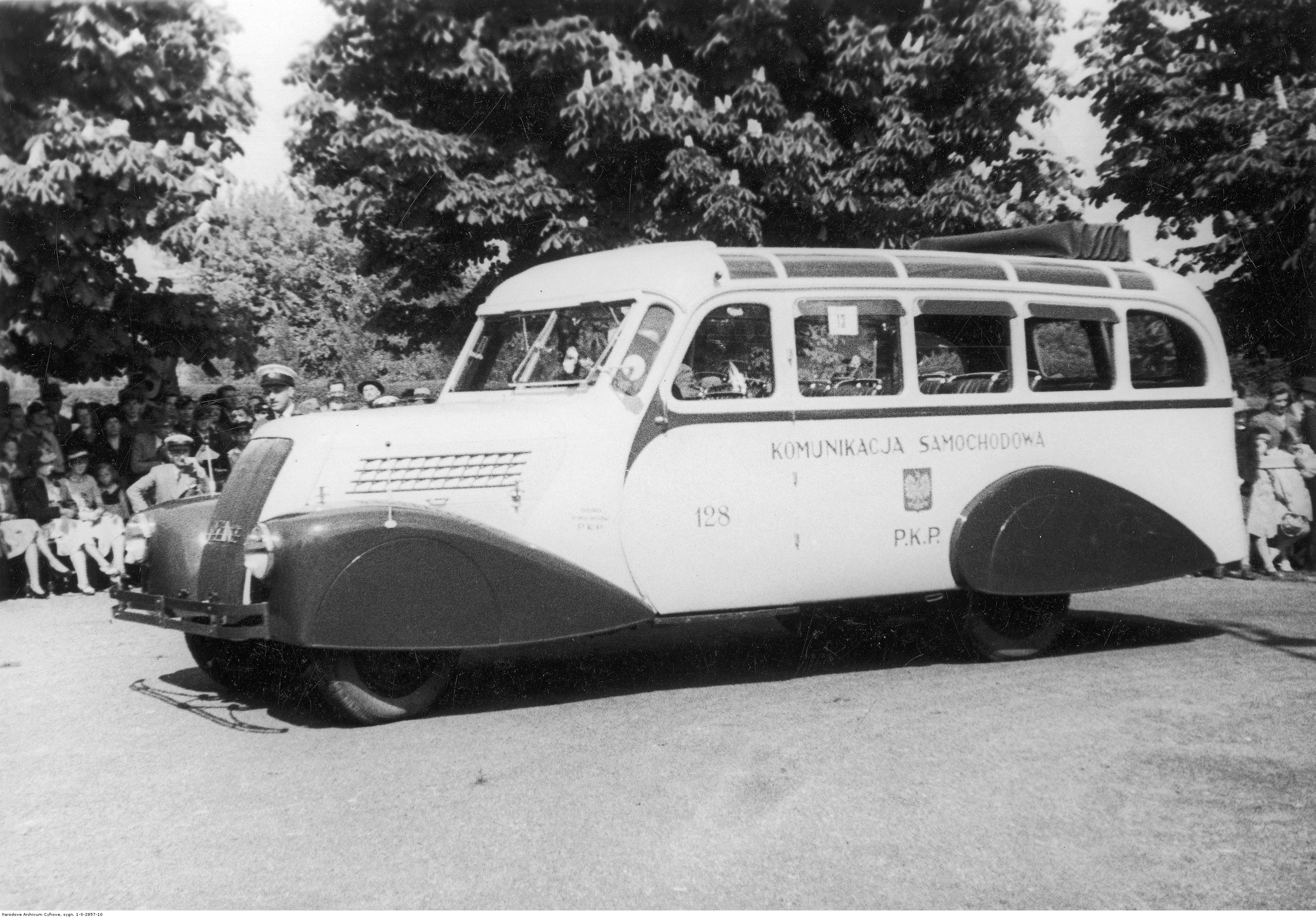
Polski Fiat 621 autobus Komunikacji Samochodowej P.K.P.

Samochody ciężarowe budowano w Fabryce Samochodów Osobowych i Półciężarowych PZInż. w postaci kompletnych podwozi z przegrodą czołową (oddzielającą przedział kierowcy od komory silnika) zaopatrzoną w deskę rozdzielczą z pełną aparaturą i z urządzeniami sterowniczymi, dzięki czemu samochody mogły być objeżdżane i transportowane na kołach, jedynie po uprzednim ustawieniu na ramie prowizorycznego siedzenia dla kierowcy.
Dla potrzeb wojska podwozia zaopatrywano w Nadwoziowni Specjalnej FSOiP w drewniano-stalowe kabiny kierowcy o charakterystycznym kanciastym kształcie (szkielet drewniany kryty blachą) i drewniane skrzynie ładunkowe. Dla odbiorcy cywilnego dostarczane były za pośrednictwem Spółki Akcyjnej „Polski Fiat” w zasadzie same podwozia, które karosowano później indywidualnie w prywatnych warsztatach nadwoziowych, bardzo często według wzorów PZInż. (podobnie jak w przypadku Fiata 618).
Ciężarówki typu 621 L budowano w wielu odmianach nadwoziowych m.in. w wersji sanitarnej, pożarniczej, cywilnej i dla straży garnizonowych oraz w wersji lotniskowej z nadwoziem 8-osobowym otwartym, jako wóz dowodzenia z radiostacją, warsztat polowy i ciągnik siodłowy np. z naczepą w postaci cysterny o pojemności 4,5 tys. litrów połączoną z motopompą o wydajności 800 lub 2200 l/min (tego ostatniego zestawu używano w warszawskiej straży ogniowej). W podwozia 621 L wyposażano też samobieżne armaty przeciwlotnicze 75 mm wz. 14.
Ciężarówki typu 621 R były cięższą odmianą i przeznaczone były dla autobusów, choć karosowane jako 3-tonowe ciężarówki. W stosunku do Fiata 621 L posiadały szereg zmian:
- wydłużona i obniżona rama, tak że podłużnice wygięte były nad tylnym mostem,
- zwiększono rozstaw osi,
- zmiana stosunku przełożeń w odwróconej przekładni głównej (prędkość maksymalna wzrosła z 50 km/h w modelu L do 64 km/h, lecz zmalała zdolność pokonywania wzniesień),
- zastosowano hamulec górski, tzw. ostrogę, wbijany w podłoże w przypadku postoju na pochyłości. Model R miał ponadto odciążone półosie napędowe. W wyniku tych zmian wzrosła o 50 kg masa własna podwozia (do 1705 kg) i nieco powiększył się promień skrętu. Na podwoziu tym budowano przeważnie 22-osobowe autobusy w dwóch wersjach: międzymiastowej i turystycznej.

W latach 1935–39 opuściło FSOiP PZInż. około 13 tys. podwozi 621 L i R, z czego ok. 9400 stanowiły samochody ciężarowe lżejszego typu, a ok. 2800 podwozia 621 R i autobusy. Pozostałe pojazdy to wojskowe modele specjalne – m.in. odmiana półgąsienicowa – ciągnik C4P.
Unikatową 3-tonową ciężarówkę typu R i odmianę pożarniczą modelu L ma w swoich zbiorach Muzeum Techniki w Warszawie. Wersja strażacka (na bazie modelu L) znajduje się w Muzeum Pożarnictwa w Mysłowicach, a kilka ciężarowych Polskich Fiatów – zwłaszcza odmian pożarniczych typu L – jest także w rękach prywatnych.
9 czerwca 2013 r. Wronieckie Stowarzyszenie Historyczne „Historica” zaprezentowało po raz pierwszy publicznie swoją replikę Polskiego Fiata 621 L „Tur”, wykonaną od podstaw, podczas Święta 56 Pułku Piechoty.

## Dane techniczne

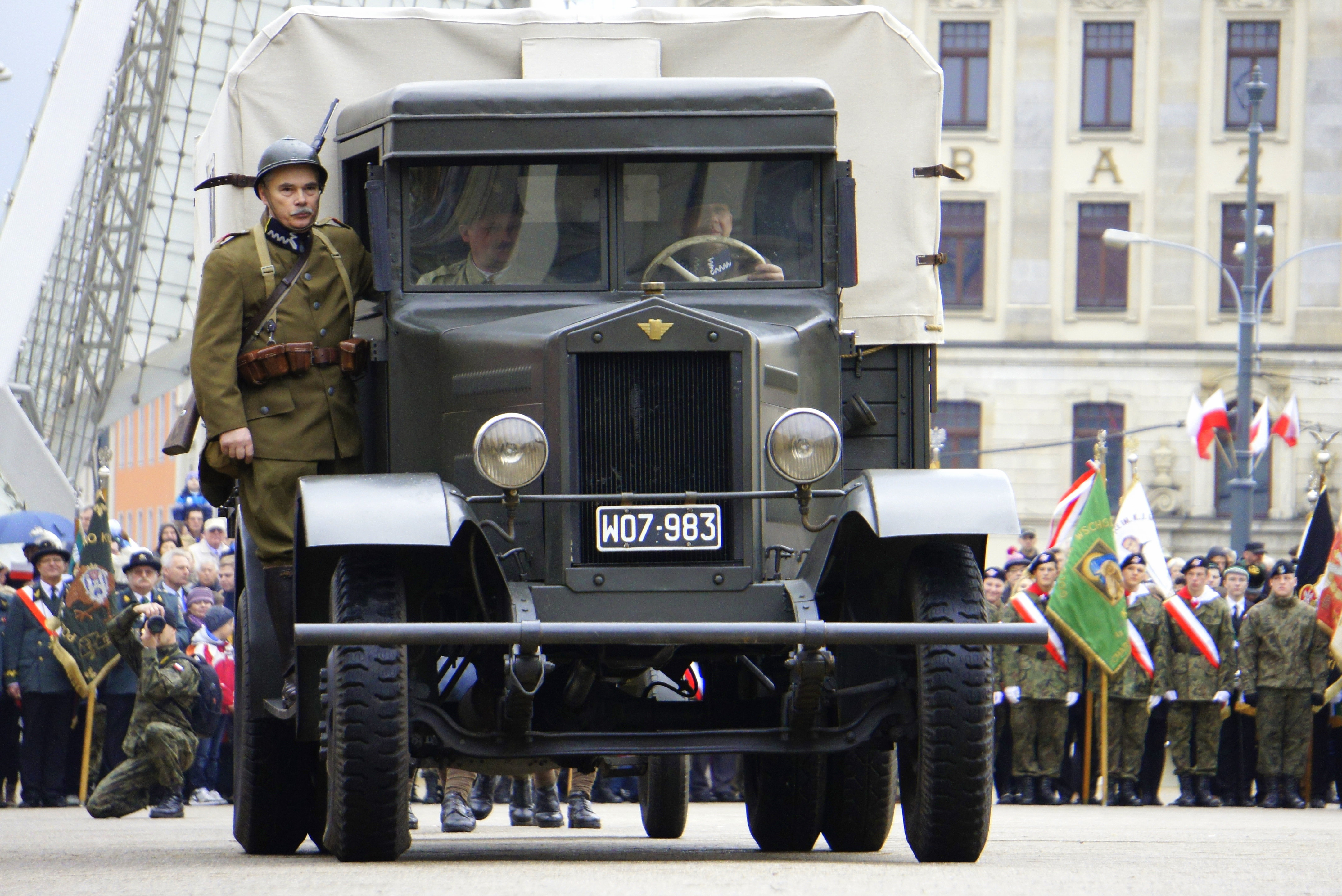
Fiat 621 (replika)

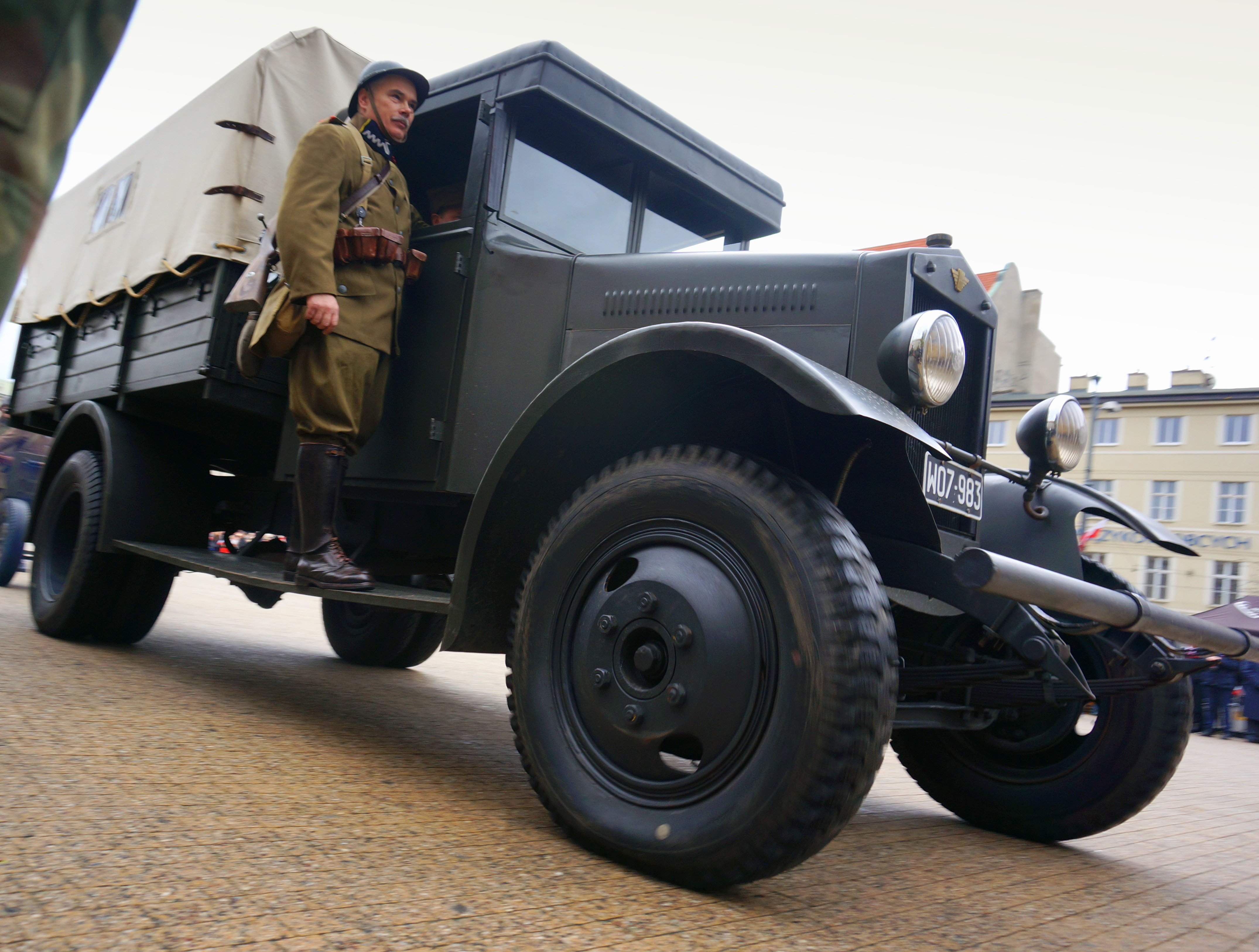
Fiat 621 (replika)

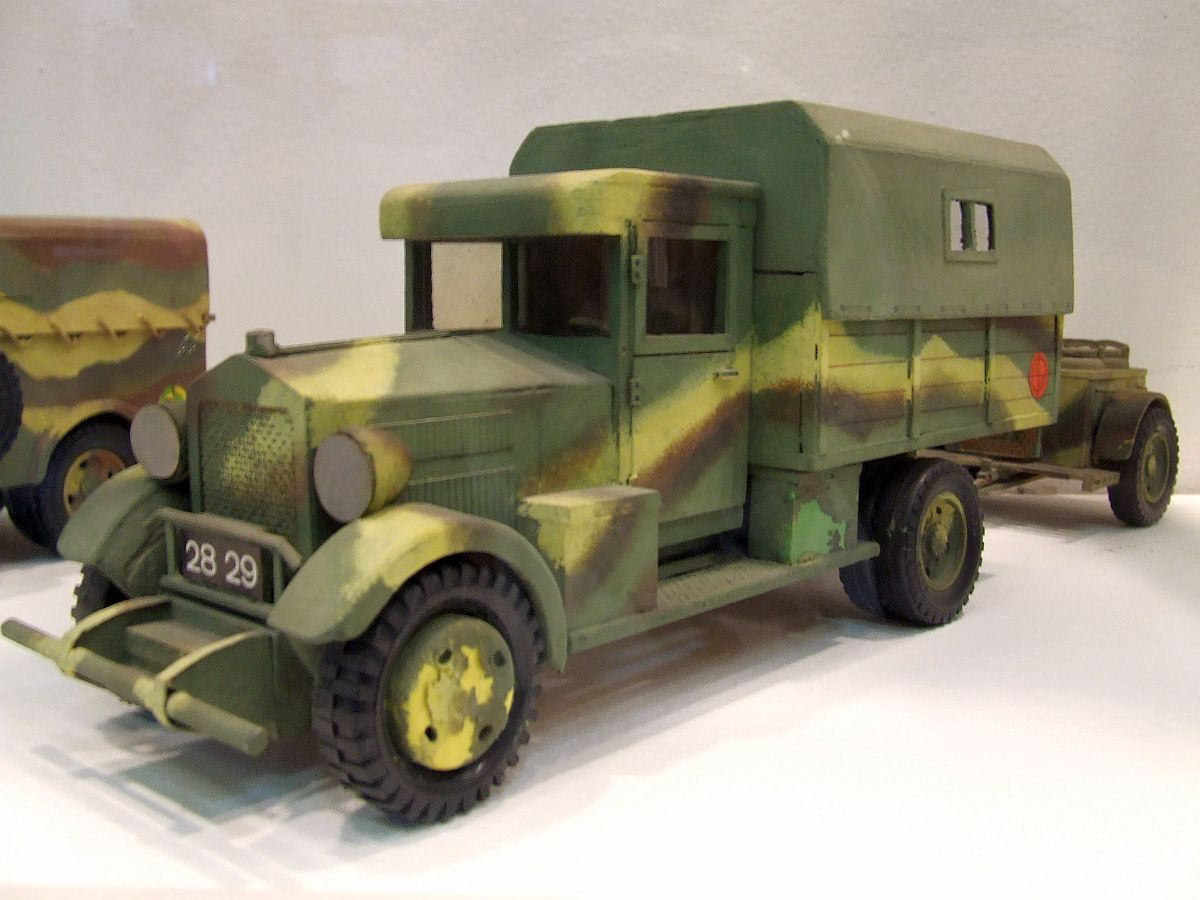
Model Fiata 621 L w Muzeum Techniki

Dane dla samochodu ciężarowego Polski Fiat 621 L:
- Nadwozie: ciężarowe drewniano-stalowe, z drewnianą skrzynią ładunkową krytą brezentową opończą, osadzone na ramie wykonanej z kształtowników o profilu ceowym
- Silnik: typu Fiat 122B (PZlnż. 367) gaźnikowy, 6-cylindrowy, rzędowy, czterosuwowy, dolnozaworowy, chłodzony cieczą, umieszczony z przodu napędzający koła tylne
- Średnica cylindra x skok tłoka (pojemność skokowa): 78 × 103 mm / 2952 cm³
- Stopień sprężania: 5.1:1
- Sprzęgło: suche, wielotarczowe
- Skrzynia biegów: o 4 przełożeniach do jazdy w przód i biegu wstecznym
- Zawieszenie:
  - przednie: oś sztywna, półeliptyczne resory piórowe, amortyzatory hydrauliczne ramieniowe
  - tylne: oś sztywna, półeliptyczne resory piórowe, gumowe odbojnice
- Hamulce: mechaniczne, bębnowe na 4 koła, hamulec ręczny, mechaniczny na wał napędowy
- Ogumienie: polska opona Stomil 9,00 x 20", (na osi tylnej koła bliźniacze)
- Długość /szerokość / wysokość pojazdu – 5780 / 2070 / 2620 mm
- Rozstaw osi: 3650 mm
- Masa własna:
  - podwozia: 1655 kg,
  - pojazdu: ok. 2350 kg,
- Prędkość maksymalna: 50-55 km/h
- Zużycie paliwa: 24-25 l/100 km